# Laura Orgué
Laura Orgué (* 11. September 1986 in Barcelona) ist eine ehemalige spanische Skilangläuferin.

## Werdegang
Orgué lief ihr erstes Weltcuprennen im Dezember 2006 in Cogne, welches sie mit dem 68. Platz über 10 km klassisch beendete. Im Februar 2008 gewann sie in Otepää mit dem 30. Platz über 10 km klassisch ihren ersten Weltcuppunkt. Bei den U23-Weltmeisterschaften 2009 in Praz de Lys gewann sie Bronze über 10 km Freistil. In der Gesamtwertung des Alpencups 2008/09 belegte Orgue den zweiten Platz. Bei den nordischen Skiweltmeisterschaften 2009 in Liberec erreichte sie den 28. Platz im 30-km-Massenstartrennen. Ihr bestes Resultat bei den Olympischen Spielen 2010 in Vancouver war der 27. Platz im 15-km-Skiathlonrennen. Bei den nordischen Skiweltmeisterschaften 2011 in Oslo erreichte sie den 38. Rang über 10 km klassisch und im 30-km-Massenstartrennen. Ihr bestes Ergebnis bei den nordischen Skiweltmeisterschaften 2013 im Val di Fiemme war der 29. Platz. Bei den Olympischen Spielen 2014 in Sotschi wurde sie Zehnte im 30-km-Massenstartrennen. In der Saison 2014/15 errang sie bei der Nordic Opening in Lillehammer den 62. Platz und bei der Tour de Ski 2015 den 28. Platz. Dabei erreichte sie im Val di Fiemme mit den achten Platz bei der Abschlussetappe ihr bestes Weltcupergebnis. Bei den nordischen Skiweltmeisterschaften 2015 in Falun kam sie auf den 45. Rang über 10 km Freistil, den 36. Platz im Skiathlon und den 31. Platz im 30-km-Massenstartrennen. Bei spanischen Meisterschaften siegte sie 18-mal in den Einzelrennen.

## Weltcup-Statistik
Die Tabelle zeigt die erreichten Platzierungen im Einzelnen.
- 1.–3. Platz: Anzahl der Podiumsplatzierungen
- Top 10: Anzahl der Platzierungen unter den ersten zehn
- Punkteränge: Anzahl der Platzierungen innerhalb der Punkteränge
- Starts: Anzahl gelaufener Rennen in der jeweiligen Disziplin
- Hinweis: Bei den Distanzrennen erfolgt die Einordnung gemäß FIS.

| Platzierung         | Distanzrennen a | Distanzrennen a | Distanzrennen a | Distanzrennen a | Distanzrennen a | Skiathlon Verfolgung | Sprint | Etappen- rennen b | Gesamt | Team c | Team c  |
| Platzierung         | ≤ 5 km          | ≤ 10 km         | ≤ 15 km         | ≤ 30 km         | > 30 km         | Skiathlon Verfolgung | Sprint | Etappen- rennen b | Gesamt | Sprint | Staffel |
| ------------------- | --------------- | --------------- | --------------- | --------------- | --------------- | -------------------- | ------ | ----------------- | ------ | ------ | ------- |
| 1. Platz            |                 |                 |                 |                 |                 |                      |        |                   |        |        |         |
| 2. Platz            |                 |                 |                 |                 |                 |                      |        |                   |        |        |         |
| 3. Platz            |                 |                 |                 |                 |                 |                      |        |                   |        |        |         |
| Top 10              |                 |                 |                 |                 |                 | 1                    |        |                   | 1      |        |         |
| Punkteränge         |                 | 2               | 1               | 1               |                 | 4                    |        | 1                 | 9      |        |         |
| Starts              | 6               | 39              | 5               | 3               |                 | 9                    | 7      | 4                 | 73     |        |         |
| Stand: Karriereende |                 |                 |                 |                 |                 |                      |        |                   |        |        |         |